# Китайска астрология
Китайската астрология е метод на гадателство, основан на китайския традиционен календар и древната китайска философия.
Китайската астрологична традиция се основава на 60-годишен цикъл, всяка година, месец, ден и час от който е свързана с един от петте елемента (дърво, огън, земя, метал, вода) и едно от дванадесетте животни (плъх, вол, тигър, заек, дракон, змия, кон, коза, маймуна, петел, куче, прасе).